# 卡蒂漢克島
卡蒂漢克島（英語：Cuttyhunk Island）是位於美國麻薩諸塞州杜克斯縣的一個非建制地區。

## 地理
卡蒂漢克島所處的海拔為高於海平面47米（即154英呎），而該地所採用的時區為UTC-5，即北美东部時區（EST）。同時該地設有夏令時間，為UTC-5調快一小時，即UTC-4（EDT）。